# Perilitus bicolor
Perilitus bicolor är en stekelart som först beskrevs av Wesmael 1835.  Perilitus bicolor ingår i släktet Perilitus och familjen bracksteklar. Arten är reproducerande i Sverige. Inga underarter finns listade i Catalogue of Life.